# إرنست رويتر
إرنست رودولف يوهانس رويتر (29 يوليو 1889 - 29 سبتمبر 1953) كان عمدة برلين الغربية من 1948 إلى 1953، خلال فترة الحرب الباردة. لعب دورا هاما في توحيد القطاعات المنقسمة في برلين واتخذ علنا وسياسيا موقفا ضد الشمولية للاتحاد السوفيتي.

## السنوات الأولى
ولد رويتر في أبينراده، مقاطعة شليسفيغ هولشتاين (الآن في الدنمارك). قضى أيام طفولته في لير حيث سميت ساحة عامة باسمه. رويتر حضر جامعتي مونستر وماربورغ حيث أكمل دراسته في عام 1912 واجتاز الامتحانات كمدرس. وعلاوة على ذلك، كان عضوا في أخوة تسمى "SBV فرانكونيا ماربورغ". وفي نفس العام أصبح عضوا في الحزب الديمقراطي الاشتراكي الألماني.
عارض رويتر نظام القيصر فيلهلم الثاني في بداية الحرب العالمية الأولى. بعد تجنيده، تم إرسال رويتر إلى الجبهة الشرقية حيث أصيب وأسره الروس. خلال ثورة أكتوبر 1917 انضم رويتر إلى البلاشفة ونظم زملائه السجناء في سوفيت. بعد إطلاق سراحه، أرسله لينين إلى ساراتوف كمفوض للشعب. وهنا أصبح منخرطا مع مفوضية فولغا للشؤون الألمانية.